# Sant Sadurní d'Anoia (ort)
Sant Sadurní d'Anoia är en ort i Spanien.   Den ligger i provinsen Província de Barcelona och regionen Katalonien, i den östra delen av landet, 500 km öster om huvudstaden Madrid. Sant Sadurní d'Anoia ligger 170 meter över havet och antalet invånare är 12 237.
Terrängen runt Sant Sadurní d'Anoia är platt västerut, men österut är den kuperad. Sant Sadurní d'Anoia ligger nere i en dal. Runt Sant Sadurní d'Anoia är det ganska glesbefolkat, med 35 invånare per kvadratkilometer. Närmaste större samhälle är Vilafranca del Penedès, 11,5 km sydväst om Sant Sadurní d'Anoia. 